# جورج الیور (ورزشکار)
جورج الیور (انگلیسی: George Oliver; ۱۸ ژانویهٔ ۱۸۸۳ – ۲۰ اوت ۱۹۶۵) گلف‌باز اهل ایالات متحده آمریکا بود.